# Палмер (фильм)
«Палмер» (англ. Palmer) — художественный фильм режиссёра Фишера Стивенса по сценарию Шерил Герриеро. В главных ролях Джастин Тимберлейк, Райдер Аллен, Алиша Уэйнрайт, Джун Сквибб и Джуно Темпл. Премьера состоялась на Apple TV+ 29 января 2021.

## Сюжет
Эдди Палмер когда-то был звездой студенческого футбола, но его профессиональная карьера рухнула после того, как он получил травму. Позже он вместе с приятелями попробовал совершить кражу со взломом и на 12 лет попал в тюрьму. После освобождения он возвращается в свой родной город, где его настигают проблемы из прошлого. Его бабушка знакомит его с их юным соседом - мальчиком Сэмом, мать которого постоянно куда-то исчезает из-за наркомании и повадок проститутки. Эдди устраивается уборщиком в школу Сэма. 
Когда бабушка Палмера умирает, Эдди приходится взять заботы о Сэме на себя. Несмотря на цисгендерность, мальчик имеет девчачьи пристрастия: любит наряжаться в принцесс и фей и мечтает вступить в «Сообщество принцесс». Поначалу Эдди хотел держаться от Сэма подальше, но постепенно привязывается к нему и заменяет ему отца. Параллельно Эдди также знакомится и заводит отношения с Мэгги Хейс, учительницей Сэма.
Женские пристрастия Сэма делают его объектом насмешек со стороны других мальчиков, что, естественно, беспокоит Эдди и Мэгги. И однажды Сэм в слезах возвращается домой, издевательски измазанный косметикой. Однако оказывается, что с ним это сделали не мальчики, а взрослые мужчины: старые приятели Палмера из студенческих времён. Эдди в гневе избивает того из них, кто осуществил разрисовку.
Шелли Бёрджетт, мать Сэма, наконец возвращается домой, но Палмер быстро видит, что Сэму нельзя с ней жить: она по-прежнему употребляет наркотики и к тому же сожительствует с мужчиной, применяющим рукоприкладство в отношении её и Сэма. Палмер требует у Шелли право на опеку, но она ему твёрдо отказывает, наивно веря, что сможет вырастить его даже со своими привычками. Однако уже на следующий день Сэма всё равно забирает Служба защиты детей. Эдди делает попытку получить законную опеку над Сэмом, но его УДО сразу становится препятствием. Сэма временно возвращают обратно к Шелли, но вскоре Палмер видит через окно, как её сожитель бьёт Сэма и душит саму Шелли. Эдди вырубает мужика и увозит Сэма прочь, но затем всё же возвращается. Полиция берёт его под арест, но Сэм отказывается возвращаться к матери, прямо заявляя, что только Палмер его по-настоящему любит. Он гонится за увозящей его приёмного отца машиной, но бессилен её догнать.
Слова сына задевают Шелли, и она не только отказывается выдвигать обвинения против Палмера, но и даёт ему официальное разрешение на опеку над Сэмом. Мальчик начинает жить с Эдди и Мэгги.

## В ролях
- Джастин Тимберлейк — Эдди Палмер
- Райдер Аллен — Сэм Бёрджетт
- Алиша Уэйнрайт — Мэгги Хейс
- Джун Скуибб — Вивиан Палмер, бабушка Эдди
- Джуно Темпл — Шелли Бёрджетт, мать Сэма
- Джесси С. Бойд — Коулз
- Джей Ди Эвермор — директор Форбс
- Лэнс Э. Николс
- Джей Флорсхайм — футбольный судья

## Производство
В сентябре 2019 года было объявлено, что Джастин Тимберлейк присоединился к актёрскому составу фильма, а Фишер Стивенс поставит фильм по сценарию Шерил Герриеро. В октябре 2019 года к актёрскому составу фильма присоединилась Алиша Уэйнрайт. В ноябре 2019 года к актёрскому составу фильма присоединился Райдер Аллен.
Съемки прошли в Новом Орлеане с 9 ноября по 13 декабря 2019 года.

## Выпуск
В июле 2020 года Apple TV + приобрела права на распространение фильма.

## Восприятие
На сайте Rotten Tomatoes фильм имеет рейтинг 73 % основанный на 106 отзывах, со средней оценкой 6.3/10.